# محمية السلوم

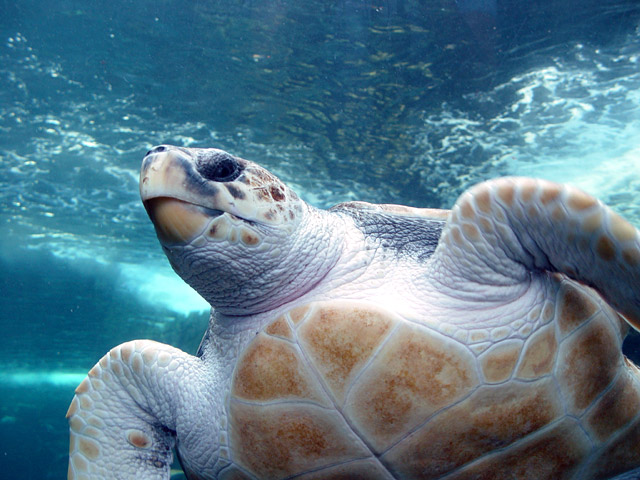
سلحفاة كبيرة الرأس

محمية السلوم أعلنت محمية طبيعية في عام 2010 ،هي أول محمية ذات مكون بحرى خالص في المياه الإقليمية المصرية بالبحر المتوسط، مضافا إليها شريط برى ساحلى يحيط بها لحماية الأنظمة البرية والساحلية.
وتقع المحمية على الحدود الغربية لمصر مع ليبيا في الجزء الشمالي الغربي من محافظة مرسى مطروح وتغطى مساحة حوالى 383 كم2 ويقع الجزء البحرى منها في المياه الإقليمية المصرية، بالإضافة إلى الجروف شمال مدينة السلوم وجزء ساحلى يمتد لمسافة حوالى 500 متر بعمق النطاق الساحلى.

## الهدف من اقامتها

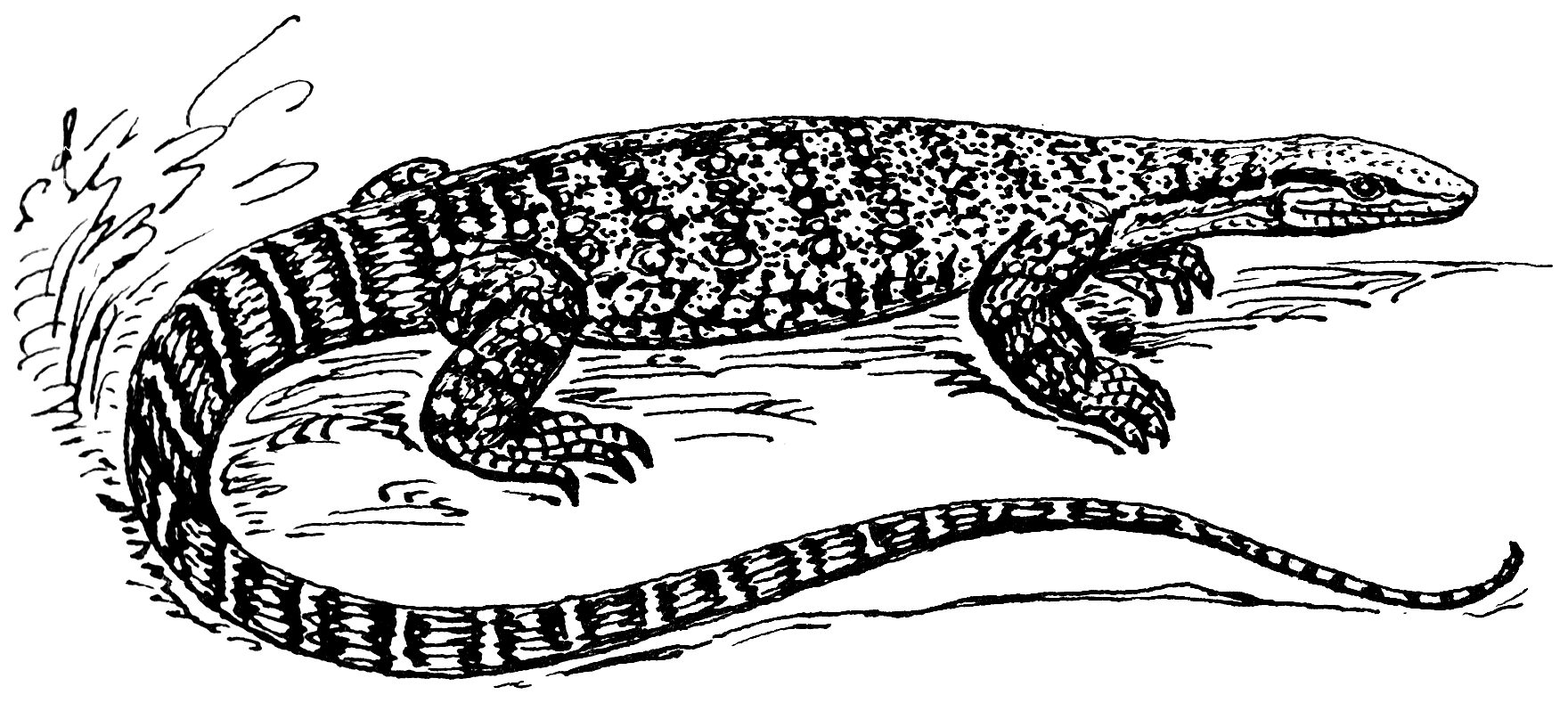
ورل

الهدف من اقامة المحمية هو صيانة الموارد الطبيعية بالمنطقة وحماية الأنواع المهددة بالانقراض مثل السلاحف البحرية والاسفنج وتجمعات المرجان البارزة بالإضافة الي وجود ما يقرب من160 نوعا  ما بين مقيمة ومهاجرة مثل حبارى الشمال الأفريقى وأنواع القنبرة, وأكثر من30 نوعا من الزواحف والبرمائيات  بعضها مهددة بالانقراض مثل السلحفاة البحرية كبيرة الرأس والورل والسحالى والثعابين، وما يزيد علي30 نوعا من الثدييات و57 نوعا من الكائنات القاعية الكبيرة في خليج السلوم مثل الرخويات والقشريات والجلد شوكيات و55 نوعا بحريا من الأنواع التجارية بالإضافة إلى 10 – 12 ألف نوع بحرى منها 8500 نوعاً من الكائنات الحيوانية المرئية وأكثر من 1300 نوع نبات بحرى، وتبلغ نسبة المتوطن منها 28% وهذا التنوع الحيوى يمثل من 8% إلى 9% من إجمالي عدد الأنواع في بحار العالم.
وتعد المحمية من أغني المناطق من حيث التنوع البيولوجي للأسماك وهذا التنوع الحيوي يمثل نحو9% من اجمالي الأنواع في بحار العالم, وكل ذلك أكدته دراسات الأثر البيئي التي قامت بها وزارة البيئة علي مدي سنوات طويلة. ويعد إعلان هذه المحمية إحدى صور التصدى للعديد من المشكلات البيئية مثل تدهور التربة وتعرية السواحل وتغير المناخ والاستخدام الجائر للموارد الطبيعية وفقد التنوع البيولوجى.كما تحتوى على مظاهر جغرافية متميزة مثل منطقة المد والجزر والكثبان الرملية والجرف والمنخفضات الملحية والهضاب الساحلية والمرتفعات، بالإضافة إلى نظم بيئية بحرية حساسة مثل الحشائش البحرية وبيئات الأعماق الضحلة ومتوسطة العمق.

## وصلات خارجية
- مصر: إعلان خليج السلوم محمية طبيعية جديدة
- محافظ مطروح يطالب البيئة بتعديل موقعها ويؤكد : محمية خليج السلوم تتعارض مع المشروعات التنموية !، الأهرام الرقمي في 22 نوفمبر 2009